# Milorad Macura
Milorad Macura (v srbské cyrilici Милорад Мацура; 1914–1989) byl srbský a jugoslávský architekt, představitel moderní architektury na Balkáně.
Macura byl následovníkem moderní architektury v podobě, jak ji definoval Le Corbusier, z domácích architektů jej inspiroval Nikola Dobrović. Ve své tvorbě se podílel na projektu Nového Bělehradu, ale i několika dalších staveb bývalé jugoslávské metropole, jakými byly např. Palác Albánie nebo budovy Bánoviny v Novém Sadu. V 60. a 70. letech 20. století navrhl řadu administrativních budov v jugoslávské metropoli, mezi ně patří také kolektivní dům pro zaměstnance Ministerstva vnitra SFRJ. Realizoval také tiskárnu Geodetického institutu Jugoslávské lidové armády. Mezi posledními projekty, na kterých se podílel, byla neurochirurgická klinika.
Po Macurovi bylo pojmenováno ocenění, které uděluje srbský institut pro architekturu a urbanismus.